# Karl-Heinz Ahlheim
Karl-Heinz Ahlheim (* 13. Juni 1933 in Ginsheim; † 15. Oktober 1996) war ein deutscher Komponist im Schach.

## Schachkomposition
Ahlheim komponierte am liebsten Mehrzüger, seltener befasste er sich auch mit Hilfs- und Selbstmatts. Insgesamt schuf er 14 Studien und mehrere hundert Aufgaben, elf davon wurden in die FIDE-Alben aufgenommen (damit fehlte ihm nur ein Eintrag zum Titel „Fide-Meister“).
Seit 1959 war er Mitglied der Vereinigung Schwalbe.
|   | a | b | c | d | e | f | g | h |   |
| 8 |   |   |   |   |   |   |   |   | 8 |
| 7 |   |   |   |   |   |   |   |   | 7 |
| 6 |   |   |   |   |   |   |   |   | 6 |
| 5 |   |   |   |   |   |   |   |   | 5 |
| 4 |   |   |   |   |   |   |   |   | 4 |
| 3 |   |   |   |   |   |   |   |   | 3 |
| 2 |   |   |   |   |   |   |   |   | 2 |
| 1 |   |   |   |   |   |   |   |   | 1 |
|   | a | b | c | d | e | f | g | h |   |

Lösung:

1. Se7! Lc7 2. Sf5 (droht Sxg3 matt und Sg7 matt) Le5 (deckt beide Punkte) 3. d4 b6 4. dxe5 nebst 5. Sxg3 matt. Falls 3. … b5 4. d5 (Zugzwang, der schwarze Läufer muss ziehen und damit die Deckung von g3 oder g7 aufgeben; nur nicht 4. dxe5? wegen Patt) nebst 5. Sxg3 / Sg7 matt.
Spielt Schwarz 1. … Ld6 (was gelegentlich im Lösungsweg genannt wird), dann gibt es neben der genannten Lösung noch eine zweite: 2. Txd6 Kg5 3. Tg6+ Kh5 4. Sf5 nebst 5. Sxg3 / Sg7 matt.
Es scheitert 1. d4? b5 2. dxe5 patt, ebenso versagt 1. d3? b6 2. d4 b5 3. dxe5 patt

## Privat
Beruflich gab Ahlheim als Chefredakteur beim Bibliographischen Institut Lexika, wie z. B. Die Umwelt des Menschen in der Reihe Wie funktioniert das? und Wörterbücher heraus.

## Herausgegebene Bücher
- Karl-Heinz Ahlheim (Hrsg.) Die Umwelt des Menschen. Aus: Wie funktioniert das? Meyers Lexikonverlag, Mannheim 1975, ISBN 3-411-00981-0.